# Anamarija (Schiff)
Die Anamarija ist ein Fährschiff der kroatischen Reederei G&V Line Iadera.

## Geschichte
Die Anamarija entstand unter dem Namen Monte Kristo für bulgarische Rechnung auf der ukrainischen Werft Derzhavne Vyrobnyche Obednannya. Die Kiellegung des Schiffes fand am 10. Februar 1992, der Stapellauf 1993 statt. Das Schiff wurde 1994 von der G&V Line gekauft und erhielt den Namen Anamarija I. Zu touristischen Zwecken war es in Istrien unterwegs. Im Jahr 2000 wurde es auf der Linie Zadar–Iž–Rava eingesetzt, damals noch in Zusammenarbeit mit der Jadrolinija. Im Jahr 2002 wurde das Schiff in Anamarija umbenannt. 2013 ging es nach einer Umstrukturierung der G&V Line in den Besitz der neu gegründeten G&V Line Iadera über. Das Schiff bedient neben der Linie Zadar–Iž–Rava auch die Linie Zadar–Sali–Zaglav.

## Technische Daten
Das Schiff wird von drei Viertakt-Dieselmotoren mit zusammen 764 kW Leistung angetrieben. Die Motoren wirken auf drei Propeller. Für die Stromerzeugung stehen drei Dieselgeneratoren mit 40, 16 bzw. 24 kW Leistung zur Verfügung.
Die Passagierkapazität des Schiffes beträgt 250 Personen.